# Vita Hassan

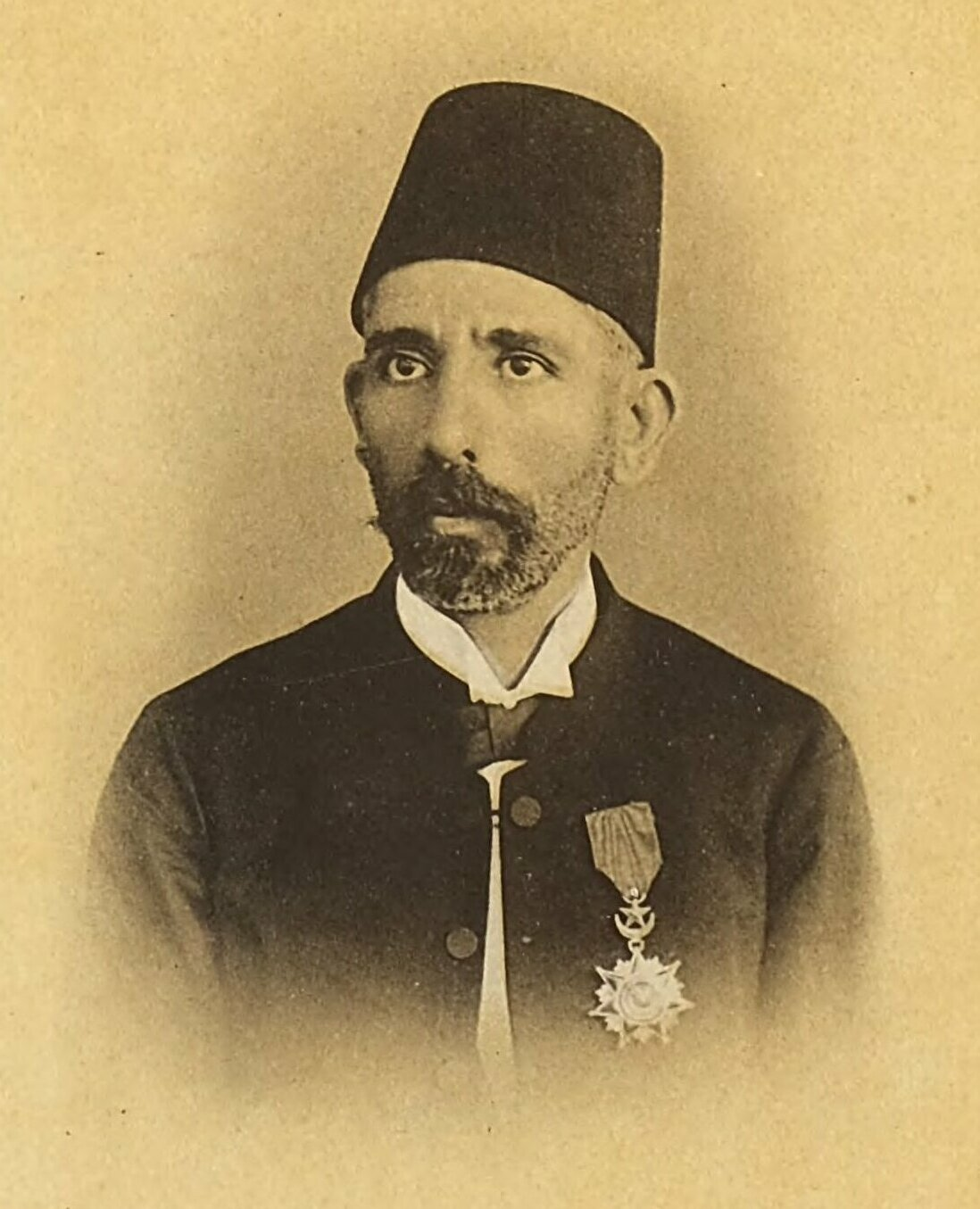
Vita Hassan

Vita Hassan (geboren am 14. Januar 1858 in Tunis; gestorben am 14. März 1893) war ein jüdischer Apotheker und Beamter in der ägyptischen Verwaltung. Er wurde bekannt als Begleiter von Emin Pascha während des Mahdi-Aufstands in Äquatoria. Über diese Zeit verfasste er einen Erlebnisbericht, der nach seinem Tod im Jahr 1893 veröffentlicht wurde.

## Leben
Vita Hassan wurde in Tunis als Sohn eines Dragoman beim sardinischen Konsulat geboren. Seine Schulzeit verbrachte er in Alexandria, musste diese jedoch mit 15 Jahren abbrechen, da er wegen der Mittellosigkeit seiner Eltern seinen eigenen Lebensunterhalt verdienen musste. Im Alter von 19 Jahren leitete er eine Apotheke in Kairo, die dem Leibarzt der Witwe von Abbas Pascha, dem Herrscher Ägyptens von 1849 bis 1854, gehörte. Diese Verbindung ermöglichte ihm eine Anstellung beim ägyptischen Sanitätsdienst. 
1880 wurde er von al-Arisch in den Sudan versetzt, wo er die nächsten zehn Jahre als Apotheker im Stab von Emin Bey (später Emin Pascha) diente. Emin Bey war seit Juli 1878 Obergouverneur (mudīr umum) der ägyptischen Provinz Äquatoria. In dieser Position wurde Hassan Zeuge des Mahdi-Aufstands (1881–1899), der sich gegen die ägyptische Herrschaft im Sudan richtete. 
Nach Ausbruch des Aufstands wurde Äquatoria zunächst vom nördlichen Kernland abgeschnitten und bald darauf ebenfalls von den Mahdisten bedroht. Emin Pascha verteidigte die Provinz mehrere Jahre ohne Unterstützung der Regierung, bis er 1889 von Henry Morton Stanley (Emin-Pascha-Expedition) überzeugt wurde, die Provinz zu verlassen. Vita Hassan begleitete ihn auf diesem Weg. 
Im Sommer 1892 erkrankte er und verstarb am 14. März 1893.

## Schriften
Seine in französischer Sprache verfassten Aufzeichnungen über seine Zeit in Äquatoria wurden posthum von Bernhard Moritz ins Deutsche übersetzt und 1893 unter dem Titel Die Wahrheit über Emin Pascha, die ägyptische Aequatorialprovinz und den Ssudān veröffentlicht. Zudem unterstützte er Gaetano Casati bei der Erstellung einer vergleichenden Tabelle der Sprachen im Südsudan, die im ersten Band von Casatis Monographie Dieci anni in Equatoria e ritorno con Emin Pascia (Mailand: Buchner, 1891) abgedruckt wurde.
- Die Wahrheit über Emin Pascha, die ägyptische Aequatorialprovinz und den Ssudān. Unter der Mitarbeit von Elie M. Baruck. Aus dem französischen Original übersetzt und mit Anmerkungen versehen von Dr. B. Moritz. Berlin: Reimer, 1893. Digitalisate bereitgestellt durch die Bayerische Staatsbibliothek: 1. Teil, 2. Teil.

## Auszeichnungen und Ehrungen
- Ritter des Osmanié-Ordens